# Feliks Drużbacki
Feliks Drużbacki, herbu własnego Lew – prawnik, ziemianin, działacz gospodarczy.
Ukończył I Gimnazjum w Przemyślu (1884), a następnie wydział prawa na Uniwersytecie Lwowskim, z tytułem doktora prawa.
Ziemianin, właściciel dóbr Prałkowce i Kruhel Mały pod Przemyślem. Członek (1897-1914) i działacz Galicyjskiego Towarzystwa Gospodarskiego, prezes oddziału przemysko-birczańskiego (1912), potem przemysko-dobromilskiego (1913-1914). Członek Komitetu GTG (13 czerwca 1912 – 20 czerwca 1914). Detaksor (1907-1914) i delegat (1913) Wydziału Powiatowego w Przemyślu Galicyjskiego Towarzystwa Kredytowego Ziemskiego. Członek i delegat Galicyjskiego Towarzystwa Łowieckiego (1914).
Radny miast Przemyśla. Członek Rady Powiatu (1898-1914) oraz zastępca członka (1899) i członek Wydziału Powiatowego (1900-1914) w Przemyślu, sympatyzował z narodową demokracją.
Jako porucznik rezerwy c.k. Armii, zmobilizowany po wybuchu I wojny światowej, pełnił służbę w twierdzy w szpitalu Czerwonego Krzyża, po zdobyciu Przemyśla przez wojska rosyjskie trafił do niewoli, skąd powrócił po wybuchu w Rosji rewolucji. Członek Polskiej Rady Narodowej i jej Wydziału w Przemyślu (1918-1919). W latach 20. XX wieku członek Prezydium Krakowskiego Towarzystwa Wzajemnych Ubezpieczeń. W latach trzydziestych współpracował z organizacją Ligi Morskiej i Kolonialnej w Przemyślu.

## Rodzina
Urodził się w rodzinie ziemiańskiej, syn Mikołaja i Amelii z d. Sakowicz .Ożenił się z Marią Wandą z Kowerskich, z którą m.in. miał syna Józefa Maurycego (1906-1940), zamordowanego przez NKWD w Starobielsku, oraz córkę Annę Danutę Zofię , po mężu Mazzullo ( 1901- 1962 ) .